# INO80B
INO80B (англ. INO80 complex subunit B) – білок, який кодується однойменним геном, розташованим у людей на короткому плечі 2-ї хромосоми.  Довжина поліпептидного ланцюга білка становить 356 амінокислот, а молекулярна маса — 38 637.
| 10         |  | 20         |  | 30         |  | 40         |  | 50         |
| ---------- |  | ---------- |  | ---------- |  | ---------- |  | ---------- |
| MSKLWRRGST |  | SGAMEAPEPG |  | EALELSLAGA |  | HGHGVHKKKH |  | KKHKKKHKKK |
| HHQEEDAGPT |  | QPSPAKPQLK |  | LKIKLGGQVL |  | GTKSVPTFTV |  | IPEGPRSPSP |
| LMVVDNEEEP |  | MEGVPLEQYR |  | AWLDEDSNLS |  | PSPLRDLSGG |  | LGGQEEEEEQ |
| RWLDALEKGE |  | LDDNGDLKKE |  | INERLLTARQ |  | RALLQKARSQ |  | PSPMLPLPVA |
| EGCPPPALTE |  | EMLLKREERA |  | RKRRLQAARR |  | AEEHKNQTIE |  | RLTKTAATSG |
| RGGRGGARGE |  | RRGGRAAAPA |  | PMVRYCSGAQ |  | GSTLSFPPGV |  | PAPTAVSQRP |
| SPSGPPPRCS |  | VPGCPHPRRY |  | ACSRTGQALC |  | SLQCYRINLQ |  | MRLGGPEGPG |
| SPLLAT     |  |            |  |            |  |            |  |            |

A: Аланін

C: Цистеїн

D: Аспарагінова кислота

E: Глутамінова кислота

F: Фенілаланін

G: Гліцин

H: Гістидин

I: Ізолейцин

K: Лізин

L: Лейцин

M: Метіонін

N: Аспарагін

P: Пролін

Q: Глутамін

R: Аргінін

S: Серин

T: Треонін

V: Валін

W: Триптофан

Кодований геном білок за функцією належить до фосфопротеїнів. 
Задіяний у таких біологічних процесах як транскрипція, регуляція транскрипції, пошкодження ДНК, репарація ДНК, рекомбінація ДНК, поліморфізм. 
Білок має сайт для зв'язування з іонами металів, іоном цинку. 
Локалізований у ядрі.